# Erik Magnusson (socialdemokrat)
Erik Rudolf Magnusson, född 27 mars 1942 i Lockne församling i Jämtlands län, är en svensk utbildad maskintekniker och politiker (socialdemokrat). Han var kommunalråd i Bräcke kommun och bor i Pilgrimstad.